# Wołki (rejon brasławski)
Wołki (biał. Ваўкі; ros. Волки) – wieś na Białorusi, w obwodzie witebskim, w rejonie brasławskim, w sielsowiecie Widze.

## Historia
W czasach zaborów w granicach Imperium Rosyjskiego.
W dwudziestoleciu międzywojennym wieś leżała w Polsce, w województwie nowogródzkim (od 1926 w województwie wileńskim), w powiecie dziśnieńskim (od 1926 w powiecie brasławskim), w gminie Bohiń.
Według Powszechnego Spisu Ludności z 1921 roku wieś zamieszkiwało 172 osoby, 10 było wyznania rzymskokatolickiego a 162 staroobrzędowego. Jednocześnie wszyscy mieszkańcy zadeklarowali białoruską przynależność narodową. Było tu 29 budynków mieszkalnych. W 1931 w 27 domach zamieszkiwało 160 osób.
Wierni należeli do parafii rzymskokatolickiej w Wasiewiczach i prawosławnej w Kozianach. Miejscowość podlegała pod Sąd Grodzki w Opsie i Okręgowy w Wilnie; właściwy urząd pocztowy mieścił się w Kozianach.